# KVC Westerlo

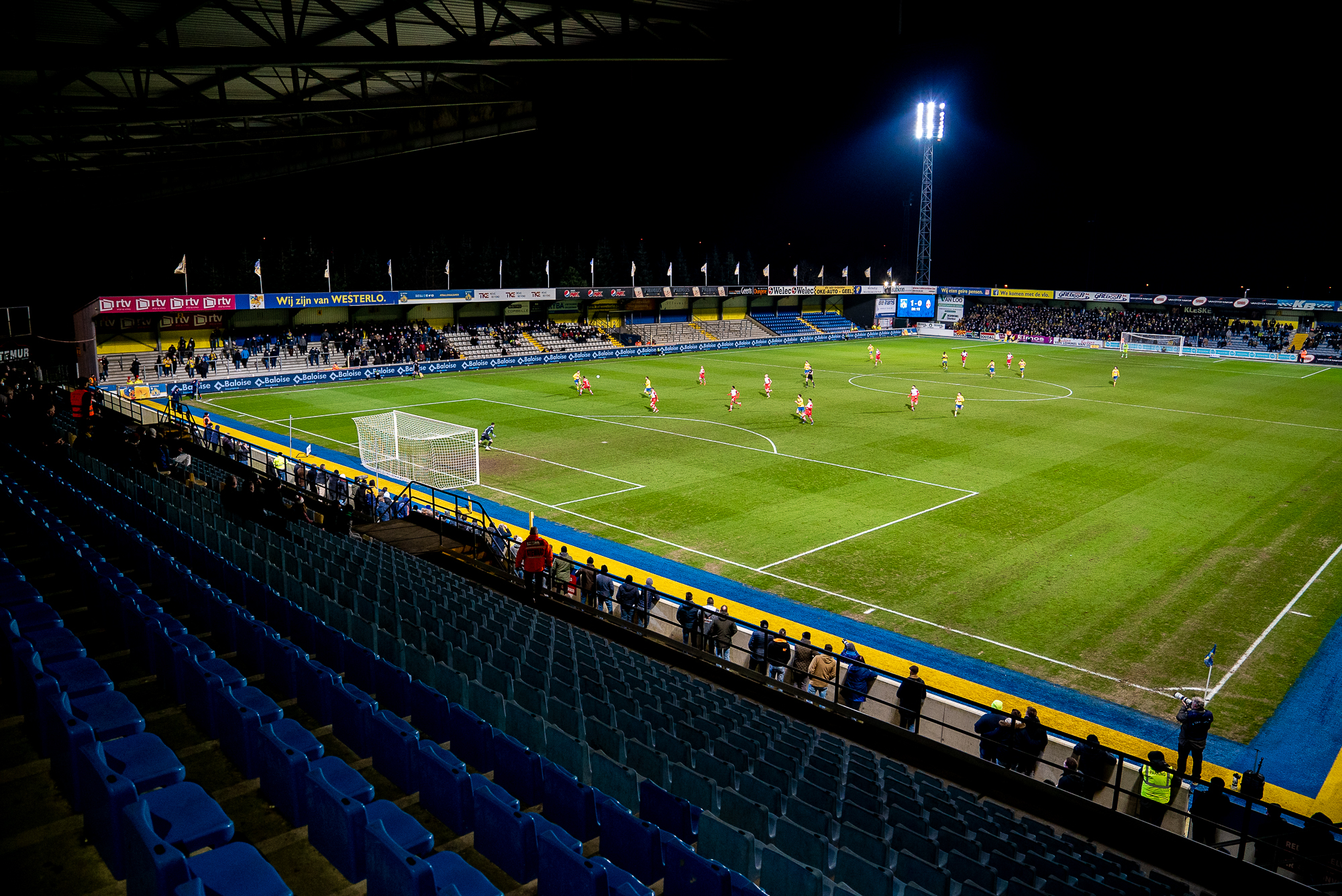
't Kuipje, stadion van KVC Westerlo.

KVC Westerlo is een Belgische voetbalclub uit Westerlo. De club is bij de Koninklijke Belgische Voetbalbond aangesloten met stamnummer 2024 en heeft geel-blauw als clubkleuren. Als kleine middenmoter in België leverde men in het seizoen 1999/2000 een topschutter en Rode Duivel af, Toni Brogno met 30 goals, en in 2001 veroverde men de Beker van België.

## Geschiedenis
In 1917 werd in Westerlo door studenten de club Sportkring De Bist Westerlo opgericht, maar deze staakte in 1922 de activiteiten. Van 1924 tot 1930 bestond ook enkele jaren de club Westerlo Football Club, die met stamnummer 379 was aangesloten bij de Belgische Voetbalbond. In 1931 werd uiteindelijk weer Bist Sport opgericht. De naam veranderde naar Sportkring Westerloo toen men op 1 oktober 1933 aansloot bij de Belgische Voetbalbond, waarbij stamnummer 2027 werd toegekend. Enkele spelers verlieten echter de club en Westerloo Sport werd opgericht, dat op dezelfde datum als de andere club aansloot bij de KBVB en stamnummer 2024 kreeg. Uiteindelijk kwam het op 5 augustus 1942 tot één enkele club, Voetbalclub Westerlo, dat met het stamnummer van 2024 verder speelde. De andere club met stamnummer 2027 verdween. Hoewel er toenadering was tussen de beide voorzitters, deken Fierens en René Bens, was er door de voetbalbond officieel geen fusie erkend.
Westerlo verscheen in 1968 voor het eerst in de nationale bevorderingsreeksen, speelde daar meteen kampioen en stootte zo door naar Derde Klasse. Na twee seizoenen in Derde Klasse zakte de club echter terug en een decennium later, in 1981, zakte de club zelfs terug naar Eerste Provinciale. In 1984 dwong men opnieuw promotie naar de nationale Vierde Klasse af en net als de vorige keer speelde men direct kampioen en stootte men na een seizoen weer door. Ditmaal kon Westerlo zich wel handhaven en uiteindelijk pakte men in 1993 de titel in Derde Klasse, zodat de club voor het eerst in zijn bestaan naar Tweede Klasse kon. De club was in opmars, want vier seizoenen later werd Westerlo tweede. De club mocht aantreden in de eindronde van Tweede Klasse, won die en kreeg zo toegang tot de Eerste Klasse. Ondertussen had men in 1994 de koninklijke titel gekregen, zodat in 1995 de clubnaam officieel Koninklijke Voetbalclub Westerlo werd.

### 15 jaar Eerste Klasse
De club bouwde in zijn eerste jaren in Eerste Klasse een flinke thuisreputatie op. In het seizoen 1999/2000 werd er slechts 1 keer verloren in 't Kuipje van Lierse SK met 0-2 voor een record aantal toeschouwers (10.500). Grote Belgische clubs zoals Club Brugge en Standard Luik gingen onderuit en RSC Anderlecht verloor er met 5-0. Ook het seizoen ervoor had men Anderlecht verslagen, toen met 6-0. Bovendien haalde de club een Belgisch record door thuis met 8-0 te winnen van KV Mechelen. Het daaropvolgende seizoen werd voor de eerste maal in de geschiedenis van de club de beker van België gewonnen, door in de finale Lommel te verslaan met 0-1. De seizoenen die volgden waren van minder succes. De sterkhouders vertrokken, Westerlo had niet de middelen om deze jongens te vervangen en werd "een grijze muis" in de Belgische hoogste afdeling.
Onder leiding van voorzitter Herman Wijnants moest Westerlo zich zien te verlossen van dit imago. Samenwerkingen met buitenlandse clubs als Feyenoord en Chelsea FC werden aangegaan en enkele beloftevolle buitenlandse spelers werden uitgeleend aan Westerlo. Het seizoen 2005-2006 bracht enkele grote veranderingen met zich mee. Westerlo verloor na zes seizoenen trainer Jan Ceulemans aan Club Brugge. Hij werd opgevolgd door Herman Helleputte. Nog tijdens diezelfde zomer werden enkele grote Belgische namen aangetrokken, zoals ex-Rode Duivels Ronny Gaspercic en Nico Van Kerckhoven. De ploeg eindigde 2005 op een knappe 4de plaats, amper 1 punt achter nummer 3. Tijdens de winterstop verloor Westerlo echter zijn topschutter Jajá Coelho ‘Jaja’ aan Getafe CF. In de terugronde volgde dan ook een zware inzinking waardoor de ploeg slechts negende eindigde.
Na de terugkeer van Jan Ceulemans als trainer, vestigde Westerlo zich in de hogere middenmoot van de hoogste klasse van het Belgische voetbal en oogstte veel lof vanwege de regelmatigheid in de prestaties. Bovendien staat de club ook bekend vanwege zijn neus voor (goedkope) goalgetters. In het seizoen 2006/2007 was dat de Nigeriaan Patrick Ogunsoto. Hij scoorde in zijn eerste seizoen bij Westerlo 20 goals. In 2008/2009 was Colombiaan Jaime Alfonso Ruiz de goaltjesdief van dienst; hij behaalde in dat seizoen de topschutterstitel in Eerste Klasse met 16 goals. Braziliaan Paulo Henrique Carneiro Filho was de volgende veelbesproken spits in het Kuipke in het seizoen 2010/2011. Hoewel hij geen volledig seizoen bij Westel speelde, maakte hij toch 18 goals.
2010/2011 werd opnieuw een boerenjaar voor KVC Westerlo. Ze wonnen Play-off 2 en speelden opnieuw de finale van de Beker van België, die ze wel met 2-0 verloren tegen Standard Luik. In de Europese campagne die het gevolg was van deze bekerfinale, won Westerlo voor het eerst een officiële internationale match, het werd 0-1 bij TPS Turku.
2011/2012 luidde echter het einde in van een 15 jaar onafgebroken verblijf in de eerste klasse. De club haalde door een nooit geziene blessurelast (tot 16 gekwetste spelers begin december 2011) nooit haar normale niveau en eindigde op het einde van het seizoen op de voorlaatste plaats. Hierdoor moest de club een eindronde spelen om in de hoogste afdeling te blijven voetballen.  Westerlo wist zich niet te herpakken en een degradatie naar de tweede klasse was onafwendbaar geworden.

### Tweede Klasse
Na de degradatie loste KVC Westerlo vele spelers en hield het slechts een zestal basisspelers van zijn kern over. Dit waren Jens Cools, Bart Deelkens, Bart Goor, Jeroen Vanthournout, William Owusu en Jarno Molenberghs. Door het wegvallen van vele spelers was er veel ruimte voor nieuwe spelers. Een ambitieus Westerlo haalde een 10-tal nieuwe spelers, met onder anderen Kevin Geudens, Michael Cordier, Laurens Paulussen, Birger Maertens, Jonathan Wilmet en oud-speler Kevin Vandenbergh. 
Het seizoen 2012/2013 startte Westerlo gezwind maar viel dan wat terug. In de winter werden enkele spelers bijgehaald om de kern te versterken. Dit waren Oleg Iachtchouk, Jeffrey Rentmeister, Harlem 'Bison' Gnohéré en Nicolas Rommens uit de eigen jeugd. Dit hielp echter niet veel en Westerlo eindigde uiteindelijk op een derde plaats. Aan het einde van dit seizoen vond er ook een trainerswissel plaats: Frank Dauwen nam in april 2013 ontslag, waardoor assistent Vedran Pelic zijn plaats innam. Pelic werd terug assistent toen Westerlo eind april aankondigde dat Dennis van Wijk de nieuwe trainer werd. Van Wijk coachte zijn eerste wedstrijden voor Westerlo in de eindronde voor een ticket naar Eerste klasse, waaraan Westerlo wegens zijn derde plaats mocht deelnemen. Dit werd echter geen succes en Westerlo werd derde achter Cercle Brugge en Moeskroen-Peruwelz, waardoor Cercle Brugge in eerste Klasse bleef. 
Voor de kern van het seizoen 2013/2014 haalde Westerlo opnieuw enkele spelers. Dit waren Sherjill Mac-Donald, Raphaël Lecomte, Koen Van Langendonck en Genk-huurlingen Kennedy Nwanganga en Leandro Trossard. Hoewel MacDonald, Kennedy en Trossard al drie aanvallend ingestelde spelers waren besloot Westerlo toch ook nog zijn ex-speler en ex-topschutter Jaime Alfonso Ruiz terug naar het Kuipje te halen. Dit seizoen werd door voorzitter Herman Wynants het "seizoen van de waarheid" genoemd, omdat het volgens hem gedaan was met profvoetbal in Westerlo indien er niet werd gepromoveerd.  Westerlo toonde voor het tweede jaar op rij ambitie en speelde het gehele seizoen aan de top. De eerste periodetitel werd gemist, maar de tweede periodetitel werd gewonnen waardoor ze al zeker mochten deelnemen aan de eindronde voor een ticket naar Eerste Klasse. Maar Westerlo wou meer zekerheid en haalde daarom tijdens de wintermercato toenmalig topschutter in de tweede klasse Kevin Koffi, weg bij Boussu Dour Borinage. Dit was een goede beslissing want Westerlo won uiteindelijk, mede door enkele doelpunten van Koffi, de titel. Dit gebeurde in een titelmatch in eigen huis tegen rechtstreeks concurrent KAS Eupen. Beide ploegen maakten op de laatste speeldag nog kans op de titel. Westerlo had 75 punten, wat één meer was dan Eupen. Westerlo had dus genoeg aan een gelijkspel om kampioen te spelen. De wedstrijd werd gespeeld in een vol Kuipje en stond bol van de spanning. Zo pakte Westerlospeler Raphaël Lecomte al na drie minuten een rode kaart wegens een slag naar Nils Schouterden, de man die later nog voor Westerlo zou spelen. De wedstrijd eindigde in een 1-0 overwinning voor KVC Westerlo na een doelpunt van Jarno Molenberghs op aangeven van Kevin Koffi. De titel was dus voor Westerlo waardoor zij terug naar Eerste Klasse promoveerden. Het was de eerste keer dat Westerlo de titel in Tweede klasse won.

### Terug naar Eerste
In het seizoen 2014/2015 mocht Westerlo na 2 jaar terug plaatsnemen in de Eerste klasse. Na het vertrek van enkele sterkhouders werden nieuwe spelers gehaald zoals Frédéric Gounongbe. Westerlo startte goed, mede door Gounongbe, die 9 goals maakte in 8 wedstrijden. Maar daarna sloegen de blessures weer toe waardoor Westerlo terugviel in het klassement. Dit had uiteindelijk tot gevolg dat Dennis van Wijk, die het seizoen ervoor nog geprezen werd, ontslagen werd. Zijn opvolger was Harm van Veldhoven en onder hem eindigde Westerlo op een 11de plaats in het klassement met 33 punten. Westerlo eindigde hierna laatst in Poule B van Play Off 2.
Westerlo begon het seizoen 2015/2016 met Harm van Veldhoven als trainer en haalde enkele nieuwe spelers. Dit waren Filip Daems,Jore Trompet, Nikola Petković, Eduards Višņakovs, Khaleem Hyland en Benjamin De Ceulaer. Ook werden Vajebah Sakor en Younes Bnou Marzouk geleend van Juventus FC. Dit hielp echter niet veel want na zestien wedstrijden beschikte Westerlo over slechts 12 punten. Dit had het ontslag van Harm van Veldhoven tot gevolg. Hij werd opgevolgd door Bob Peeters, die zonder club zat na zijn ontslag bij Lokeren. Met hem wist de club zich op de laatste speeldag van de reguliere competitie van het behoud te verzekeren. Het won op eigen veld van KVRS Waasland - SK Beveren en rechtstreekse concurrent Oud-Heverlee Leuven ging thuis onderuit tegen Club Brugge KV. Hierdoor raakte Westerlo in extremis weg van de laatste plaats in de eindklassering ten nadele van OH Leuven. Het bestuur van de club verlengde het contract van Peeters met twee seizoenen. In het seizoen 2016/2017 bengelde Westerlo heel het seizoen bij de ploegen onderaan. Op 2 speeldagen van het einde had Westerlo een voorsprong van 4 punten op rode lantaarn Moeskroen. Na een onwaarschijnlijke inhaalrace van Moeskroen behaalden de Henegouwers 6 punten, waardoor Westerlo naar 1B zakte.

### Overname
Op 18 juni 2019 werd er officieel aangekondigd dat de club werd overgenomen door de Turkse zakenman Oktay Ercan. Meteen maakte hij duidelijk dat KVC Westerlo een streekgebonden familieclub zal blijven, en dat er tegelijkertijd ook meer aandacht zal gaan naar de sociale dimensie en naar de sportieve ambities. Ercan uitte in 2019 te werken aan een jarenplan genaamd 'KVC Westerlo 2024'.
Promotie
In het seizoen 2021-2022 slaagde Westerlo erin opnieuw promotie naar Eerste Klasse af te dwingen. Westerlo stond vrijwel heel het seizoen aan leiding. Op drie speeldagen van het einde kon Westerlo kampioen worden als ze evengoed of beter deden dan eerste achtervolger RWDM (dat voor aanvang van het seizoen naar 1b promoveerde vanuit eerste amateur). Westerlo kwam op voorsprong, maar gaf die voorsprong in enkele minuten uit handen en verloor uiteindelijk met 2-1. Een dag later kon RWDM naderen tot op vier punten, maar bij verlies was Westerlo kampioen. Maar RWDM verloor in en tegen Deinze met 3-1 waardoor Westerlo, zonder zelf te spelen, kampioen werd en na vijf seizoenen in 1b terug ging naar het hoogste niveau. RWDM, maakte wel nog aanspraak op promotie, door hun tweede plaats. Zij speelden een eindronde tegen Seraing dat voorlaatste eindigde in 1a.

## Damesploeg
KVC Westerlo heeft ook een aantal damesploegen, waarvan de A-ploeg, de KVC Westerlo Ladies, in het seizoen 2024-25 voor het eerst uitkomt op het hoogste niveau, de Super League. 

## Erelijst
- Beker van België

winnaar (1x): 2001
finalist (1x): 2011
- Tweede klasse (voetbal België)

winnaar (2x): 2014, 2022
- Derde klasse (voetbal België)

winnaar (1x): 1993
- Vierde klasse (voetbal België)

winnaar (2x): 1969,1985
- Eerste Provinciale Antwerpen

winnaar (2x): 1968,1984
- Tweede Provinciale Antwerpen

winnaar (2x): 1960,1983
Individuele trofeeën
Enkele spelers behaalden een trofee toen ze voor de club speelden:
Topscorer (3)
2000 (Toni Brogno), 2009 (Jaime Alfonso Ruiz), 2013-2014 Kevin Koffi

## Resultaten
| Seizoen | Klasse | Klasse | Klasse | Klasse | Klasse | Klasse | Klasse | Reeks           | Punten | Opmerkingen |
|         | I      | II     | II     | III    | IV     | P.I    | P.II   |                 |        | |
| ------- | ------ | ------ | ------ | ------ | ------ | ------ | ------ | --------------- | ------ | --- |
| 1959/60 |        |        |        |        |        |        | 5      | P.II Antw.      | 35     | |
| 1960/61 |        |        |        |        |        |        | 1      | P.II Antw.      | 43     | |
| 1961/62 |        |        |        |        |        | 11     |        | P.I Antw.       | 27     | |
| 1962/63 |        |        |        |        |        | 8      |        | P.I Antw.       | 31     | |
| 1963/64 |        |        |        |        |        | 4      |        | P.I Antw.       | 36     | |
| 1964/65 |        |        |        |        |        | 3      |        | P.I Antw.       | 43     | |
| 1965/66 |        |        |        |        |        | 5      |        | P.I Antw.       | 33     | |
| 1966/67 |        |        |        |        |        | 4      |        | P.I Antw.       | 37     | |
| 1967/68 |        |        |        |        |        | 1      |        | P.I Antw.       | 48     | |
| 1968/69 |        |        |        |        | 1      |        |        | Vierde Klasse B | 44     | |
| 1969/70 |        |        |        | 2      |        |        |        | Derde Klasse B  | 37     | |
| 1970/71 |        |        |        | 15     |        |        |        | Derde Klasse A  | 25     | |
| 1971/72 |        |        |        |        | 2      |        |        | Vierde Klasse C | 39     | |
| 1972/73 |        |        |        |        | 11     |        |        | Vierde Klasse C | 27     | |
| 1973/74 |        |        |        |        | 5      |        |        | Vierde Klasse B | 37     | |
| 1974/75 |        |        |        |        | 3      |        |        | Vierde Klasse B | 38     | |
| 1975/76 |        |        |        |        | 9      |        |        | Vierde Klasse C | 27     | |
| 1976/77 |        |        |        |        | 9      |        |        | Vierde Klasse C | 28     | |
| 1977/78 |        |        |        |        | 10     |        |        | Vierde Klasse B | 28     | |
| 1978/79 |        |        |        |        | 11     |        |        | Vierde Klasse C | 28     | |
| 1979/80 |        |        |        |        | 13     |        |        | Vierde Klasse C | 23     | |
| 1980/81 |        |        |        |        | 16     |        |        | Vierde Klasse B | 21     | |
| 1981/82 |        |        |        |        |        | 15     |        | P.I Antw.       | 16     | |
| 1982/83 |        |        |        |        |        |        | 1      | P.II Antw.      | 47     | |
| 1983/84 |        |        |        |        |        | 1      |        | P.I Antw.       | 48     | |
| 1984/85 |        |        |        |        | 1      |        |        | Vierde Klasse C | 47     | |
| 1985/86 |        |        |        | 9      |        |        |        | Derde Klasse B  | 30     | |
| 1986/87 |        |        |        | 3      |        |        |        | Derde Klasse B  | 39     | |
| 1987/88 |        |        |        | 6      |        |        |        | Derde Klasse B  | 31     | |
| 1988/89 |        |        |        | 4      |        |        |        | Derde Klasse B  | 33     | |
| 1989/90 |        |        |        | 8      |        |        |        | Derde Klasse B  | 30     | |
| 1990/91 |        |        |        | 12     |        |        |        | Derde Klasse B  | 25     | |
| 1991/92 |        |        |        | 4      |        |        |        | Derde Klasse B  | 38     | |
| 1992/93 |        |        |        | 1      |        |        |        | Derde Klasse B  | 44     | |
| 1993/94 |        | 11     | 11     |        |        |        |        | Tweede Klasse   | 36     | |
| 1994/95 |        | 6      | 6      |        |        |        |        | Tweede Klasse   | 37     | |
| 1995/96 |        | 12     | 12     |        |        |        |        | Tweede Klasse   | 41     | |
| 1996/97 |        | 2      | 2      |        |        |        |        | Tweede Klasse   | 65     | winst in eindronde met 13 punten |
| 1997/98 | 12     |        |        |        |        |        |        | Eerste Klasse   | 41     | |
| 1998/99 | 12     |        |        |        |        |        |        | Eerste Klasse   | 40     | |
| 1999/00 | 6      |        |        |        |        |        |        | Eerste Klasse   | 56     | |
| 2000/01 | 8      |        |        |        |        |        |        | Eerste Klasse   | 53     | |
| 2001/02 | 14     |        |        |        |        |        |        | Eerste Klasse   | 36     | |
| 2002/03 | 10     |        |        |        |        |        |        | Eerste Klasse   | 40     | |
| 2003/04 | 6      |        |        |        |        |        |        | Eerste Klasse   | 52     | |
| 2004/05 | 12     |        |        |        |        |        |        | Eerste Klasse   | 39     | |
| 2005/06 | 9      |        |        |        |        |        |        | Eerste Klasse   | 46     | |
| 2006/07 | 8      |        |        |        |        |        |        | Eerste Klasse   | 46     | |
| 2007/08 | 9      |        |        |        |        |        |        | Eerste Klasse   | 45     | |
| 2008/09 | 6      |        |        |        |        |        |        | Eerste Klasse   | 52     | |
| 2009/10 | 12     |        |        |        |        |        |        | Eerste Klasse   | 32     | winst play-off II B met 10 punten, verlies finale van KRC Genk |
| 2010/11 | 8      |        |        |        |        |        |        | Eerste Klasse   | 41     | winst play-off II B met 12 punten, winnaar finale van Cercle Brugge                                                                                                   |
| 2011/12 | 15     |        |        |        |        |        |        | Eerste Klasse   | 20     | winst play-off III, nadien degradatie via de eindronde |
| 2012/13 |        | 3      | 3      |        |        |        |        | Tweede Klasse   | 63     | Derde in eindronde met Cercle Brugge, Royal Mouscron-Péruwelz en White Star Woluwe FC                                                                                 |
| 2013/14 |        | 1      | 1      |        |        |        |        | Tweede Klasse   | 78     | Kampioen |
| 2014/15 | 11     |        |        |        |        |        |        | Eerste Klasse   | 33     | |
| 2015/16 | 15     |        |        |        |        |        |        | Eerste Klasse   | 30     | |
|         | 1A     | 1B     | 1Am    | 2Am    | 3Am    | P.I    | P.II   |                 |        | Vanaf 2016-17 zijn er 3 nationale en 2 regionale niveaus. |
| 2016/17 | 16     |        |        |        |        |        |        | Eerste Klasse A | 23     | |
| 2017/18 |        | 7      |        |        |        |        |        | Eerste Klasse B | 27     | |
| 2018/19 |        | 4      |        |        |        |        |        | Eerste Klasse B | 34     | |
| 2019/20 |        | 1      |        |        |        |        |        | Eerste Klasse B | 49     | Doordat Westerlo geen periodetitel pakte en mede daardoor geen promotiefinale speelde, mocht het niet promoveren ondanks de eerste plaats in het algemeen klassement. |
| 2020/21 |        | 4      |        |        |        |        |        | Eerste Klasse B | 43     | |
| 2021/22 |        | 1      |        |        |        |        |        | Eerste Klasse B | 56     | |
| 2022/23 | 7      |        |        |        |        |        |        | Eerste Klasse A | 51     | In de Europe play-offs eindigde Westerlo 4e met 30 punten. |
| 2023/24 | 11     |        |        |        |        |        |        | Eerste Klasse A | 30     | In de Europe play-offs eindigde Westerlo 5e met 24 punten. |
| 2024/25 | 9      |        |        |        |        |        |        | Eerste Klasse A | 37     | In de Europe play-offs eindigde Westerlo 2e met 33 punten. |
| 2025/26 |        |        |        |        |        |        |        | Eerste Klasse A |        | |

### Resultaten in grafiek 1986-heden
| 9 |

| 3 |

| 6 |

| 4 |

| 8 |

| 12 |

| 4 |

| 1 |

| 11 |

| 6 |

| 12 |

| 2 |

| 12 |

| 12 |

| 6 |

| 8 |

| 14 |

| 10 |

| 6 |

| 12 |

| 9 |

| 8 |

| 9 |

| 6 |

| 12 |

| 8 |

| 15 |

| 3 |

| 1 |

| 11 |

| 15 |

| 16 |

| 7 |

| 4 |

| 1 |

| 4 |

| 1 |

| 7 |

| 11 |

| 9 |

| Eerste klasse A | Eerste klasse B |              |               |
| Eerste klasse   | Tweede klasse   | Derde klasse | Vierde klasse |

### Westerlo in Europa
- Q = voorronde
- R = ronde

Uitslagen vanuit gezichtspunt
| Seizoen | Competitie    | Ronde | Land                 | Club            | Totaalscore | 1e W    | 2e W    | PUC |
| ------- | ------------- | ----- | -------------------- | --------------- | ----------- | ------- | ------- | --- |
| 2000    | Intertoto Cup | 1R    | Vlag van Slovenië    | NK Primorje     | 0-11        | 0-5 (U) | 0-6 (T) | 0.0 |
| 2001/02 | UEFA Cup      | 1R    | Vlag van Duitsland   | Hertha BSC      | 0-3         | 0-2 (T) | 0-1 (U) | 0.0 |
| 2004    | Intertoto Cup | 2R    | Vlag van Tsjechië    | FC Tescoma Zlín | 0-3         | 0-0 (T) | 0-3 (U) | 0.0 |
| 2011/12 | Europa League | 2Q    | Vlag van Finland     | TPS Turku       | 1-0         | 1-0 (U) | 0-0 (T) | 1.5 |
| 2011/12 | Europa League | 3Q    | Vlag van Zwitserland | BSC Young Boys  | 1-5         | 1-3 (U) | 0-2 (T) | 1.5 |

Totaal aantal punten voor UEFA-coëfficiënten: 1.5

## Spelerskern 2025/2026
| Nr.           | Naam                  | Nationaliteit               | Bij club sinds | Geboortedatum | Vorige club            | Contract |
| ------------- | --------------------- | --------------------------- | -------------- | ------------- | ---------------------- | -------- |
| Keepers       |                       |                             |                |               |                        |          |
| 20            | Nick Gillekens        | België                      | 2022           | 05-07-1995    | Royal Excel Moeskroen  | 2026     |
| 30            | Koen Van Langendonck  | België                      | 2013           | 09-06-1989    | Beerschot AC           | 2026     |
| 31            | Oskar Annell          | België                      | 2025           | 15-02-2005    | KV Mechelen            | 2028     |
| 99            | Andreas Jungdal       | Denemarken                  | 2025           | 22-02-2002    | US Cremonese           | 2028     |
|               | Sinan Bolat           | Turkije België              | 2022           | 03-09-1988    | KAA Gent               | 2026     |
| Verdedigers   |                       |                             |                |               |                        |          |
| 3             | Bakary Haidara        | Ivoorkust                   | 2023           | 01-06-2005    | Right to Dream Academy | 2026     |
| 4             | Amando Lapage         | België                      | 2025           | 08-11-2004    | RSCA Futures           | 2029     |
| 22            | Bryan Reynolds        | Verenigde Staten            | 2023           | 28-06-2001    | AS Roma                | 2027     |
| 23            | Rubin Seigers         | België                      | 2021           | 11-01-1998    | KRC Genk               | 2026     |
| 23            | Lucas Mbamba          | België Congo-Kinshasa       | 2025           | 12-08-2006    | LOSC Lille             | 2029     |
| 25            | Tuur Rommens          | België                      | 2023           | 26-03-2003    | Jong Genk              | 2027     |
| 33            | Roman Neustädter      | Rusland Duitsland           | 2022           | 18-02-1988    | Dinamo Moskou          | 2026     |
| 40            | Emin Bayram           | Turkije                     | 2024           | 02-04-2003    | Galatasaray            | 2028     |
|               | Seji Kimura           | Japan                       | 2025           | 24-08-2001    | FC Tokyo               | 2029     |
| Middenvelders |                       |                             |                |               |                        |          |
| 8             | Sergiy Sydorchuk      | Oekraïne                    | 2023           | 02-05-1991    | Dinamo Kiev            | 2026     |
| 17            | Raf Smekens           | België                      | 2023           | 29-01-2004    | Jong Genk              |          |
| 19            | Mathias Fixelles      | België                      | 2022           | 11-08-1996    | KV Kortrijk            | 2026     |
| 21            | Jan Bernat            | Slowakije                   | 2022           | 10-01-2001    | MŠK Žilina             | 2026     |
| 34            | Doğucan Haspolat      | Turkije Nederland           | 2023           | 11-02-2000    | Trabzonspor            | 2027     |
| 39            | Thomas Van den Keybus | België                      | 2023           | 25-04-2001    | Club Brugge            | 2026     |
| 46            | Arthur Piedfort       | België                      | 2023           | 01-02-2005    | PSV Onder 18           | 2027     |
| Aanvallers    |                       |                             |                |               |                        |          |
| 7             | Allahyar Sayyadmanesh | Iran                        | 2024           | 29-06-2001    | Hull City              | 2026     |
| 10            | Antoñito Cordero      | Spanje                      | 2025           | 14-11-2006    | Newcastle United       | 2026     |
| 11            | Adedire Mebude        | Schotland Nigeria           | 2023           | 28-05-2004    | Manchester City        | 2027     |
| 13            | Isa Sakamoto          | Japan                       | 2025           | 26-08-2003    | Gamba Osaka            | 2028     |
| 14            | Kyan Vaesen           | België                      | 2011           | 13-04-2001    | eigen jeugd            | 2026     |
| 18            | Griffin Yow           | Verenigde Staten            | 2022           | 25-09-2002    | D.C. United            | 2026     |
| 49            | Julian Placias        | Verenigde Staten Argentinië | 2024           | 06-04-2006    | North Carolina         | 2027     |
| 77            | Josimar Alcócer       | Costa Rica Nicaragua        | 2023           | 07-07-2004    | LD Alajuelense         | 2028     |
| 90            | Nacho Ferri           | Spanje                      | 2025           | 05-10-2004    | Eintracht Frankfurt    | 2029     |

### Verhuurd
| Verhuurd aan  | Naam           | Nationaliteit | Bij club sinds | Geboortedatum | Vorige club   |
| ------------- | -------------- | ------------- | -------------- | ------------- | ------------- |
| KFC Houtvenne | Zenzo De Boeck | België        | 2023           | 17-01-2005    | Jong Genk     |
| NK Maribor    | Karol Borys    | Polen         | 2024           | 28-09-2006    | Śląsk Wrocław |

- = aanvoerder

## Bekende (ex-)spelers
- Julien Cools
- Lukas Zelenka
- Rudi Janssens
- Birger Maertens
- Tosin Dosunmu
- Nico Van Kerckhoven
- Dirk Thoelen
- Daniel Chávez
- Toni Brogno
- Ronny Gaspercic
- Marc Schaessens
- Jochen Janssen
- Marc Cox
- Chris Janssens
- Mario Verheyen
- Nabil Dirar
- Jef Delen
- Benoît Thans
- Jajá Coelho
- Kevin Vandenbergh
- Oleksandr Jakovenko
- Christian Brüls
- Bart Goor
- Leandro Trossard
- Bart Van den Eede
- Kevin Geudens
- Ronny Van Rethy
- Nacer Chadli